# Kricogonia cabrerai
Kricogonia cabrerai es una especie de mariposa, de la familia de las piérides, que fue descrita por Ramsden, en 1920, a partir de ejemplares procedentes de Cuba. Se distingue de K. lyside por su mayor tamaño y las diferencias en las estructuras genitales.

## Distribución
Kricogonia cabrerai es endémica de Cuba (subregión caribeña, región Neotropical), y ha sido colectada en Guantánamo y Santiago de Cuba.